# Chrysis comparata
Chrysis comparata {Lepeletier, 1806) — вид ос з родини Chrysididae.

## Синоніми
- miegii Guerin, 1842;
- chevrieri Mocsary, 1879;
- orientalis Mocsary, 1889 (chevrieri var.);
- orientica Linsenmier, 1959.

## Поширення
Південь Західної Палеарктики.

## Хазяї
Бджоли-мегахіліди Pseudoantidium scapulare Latreille (як A. lituratum), Anthidium manicatum (Linnaeus).